# Biemna plicata
Biemna plicata är en svampdjursart som först beskrevs av Thomas Whitelegge 1907.  Biemna plicata ingår i släktet Biemna och familjen Desmacellidae. Inga underarter finns listade i Catalogue of Life.